# Zhouliang
Zhouliang är ett stadsdelsdistrikt i Kina. Det ligger i storstadsområdet Tianjin, i den norra delen av landet, omkring 52 kilometer norr om stadens centrum. 